# Formula–3 Európa-bajnokság
A Formula–3 Európa-bajnokság egy együléses autóverseny-sorozat. Ebből a sorozatból került ki több későbbi Formula–1-es pilóta, az egyik legfontosabb utánpótlás széria. Megfelelő eredmények esetén a Formula–3-ból közvetlenül a Formula–1-be is be lehet kerülni, ahogy többek között Lance Strollnak is sikerült 2016-ban. A sorozat ezen a néven már létezett 1975 és 1984 között, ezt élesztette újjá a Nemzetközi Automobil Szövetség, felváltva a 2003 és 2012 között létező Formula–3 Euroseries bajnokságot.
2019-től a sorozat egyesült a GP3-as sorozattal és FIA Formula–3 bajnokság néven folytatódik, a FIA Formula–2 bajnokság mintájára.

## Műszaki adatok
- Motor: 2 literes, négysoros, felső vezérmúűtengelyes
- Sebességváltó: 6-fokozatú félautomata váltó
- Súly: 565 kg
- Teljesítmény: 240 lóerő
- Üzemanyag: Aral Ultimate ólmozatlan
- Üzemanyagtartály: 45 liter
- Tankolás: Üzemanyag-befecskendezés
- Aspiráció: Természetes szívómotor
- Szélesség: 1,845 mm
- Hossz: 4,351 mm
- Tengelytáv: 2800 mm

## Bajnokok
| Szezon | Bajnok versenyző   | Bajnok konstruktőr | Legjobb újonc     |
| ------ | ------------------ | ------------------ | ----------------- |
| 2013   | Raffaele Marciello | Prema Powerteam    | Nem ítélték oda   |
| 2014   | Esteban Ocon       | Prema Powerteam    | Esteban Ocon      |
| 2015   | Felix Rosenqvist   | Prema Powerteam    | Charles Leclerc   |
| 2016   | Lance Stroll       | Prema Powerteam    | Joel Eriksson     |
| 2017   | Lando Norris       | Prema Powerteam    | Lando Norris      |
| 2018   | Mick Schumacher    | Prema Powerteam    | Robert Shwartzman |

## Formula European Masters
2018-ban meghirdették a 2019-es Formula European Masters sorozatot is  a 2019-es FIA Formula–3 bajnokság mellett.
Az első idényre, amely 2019-ben lett volna, 2018. december 21-én nyolc csapat jelezte indulását a szezonban. A nevezők között megtalálható volt a Double R Racing, Kimi Raikkönen versenycsapata, illetve a 2018-as Makaói nagydíjon balesetet szenvedő Sophia Flörsch is.
Későbbi döntés értelmében a 2019-es Formula European Masters sorozatot mégsem rendezték meg, a csapatok és a versenyzők visszafogott érdeklődése miatt, ezért törölték a bajnokságot.